# Auguste Boullier
Auguste Boullier (Roanne, 21 febbraio 1832 – Roanne, 30 aprile 1898) è stato uno storico, letterato e politico francese.
Nato da una famiglia di proprietari terrieri si dedicò allo studio della storia, delle lettere e dell'arte, e fu deputato del Dipartimento della Loira all'Assemblea nazionale, eletta l'8 febbraio 1871

## Opere
- (FR)  Essai sur l'histoire de la civilisation en Italie, Paris, 1861
- Essai sur le dialecte et les chants populaires de la Sardaigne, Paris 1864
- L'île de Sardaigne. Dialecte et chants populaires, Paris 1865 (commentato in italiano da Pietro Amat di San Filippo, Il dialetto e i canti popolari della Sardegna per Augusto Boullier. Articoli estratti dal Corriere di Sardegna Num. 49, 50, 53, 54 e 55, Cagliari, 1866, 43 p.[1] e tradotto successivamente da Raffa Garzia, I canti popolari della Sardegna, Bologna 1916.)
- L'ile de Sardaigne : Description, histoire, statistique, moeurs, état social, Paris, 1865
- Études de politique et d'histoire étrangères , Paris, 1870
- L'art vénitien : architecture, sculpture, peinture, 1870